# جيل ستيفنز
جيل ستيفنز (بالإنجليزية: Jill Stevens)‏ هي متسابقة ملكة الجمال أمريكية، ولدت في 28 فبراير 1983.